# Sand Lake, Patterson Township
Sand Lake är en sjö i Kanada.   Den ligger i Parry Sound District och provinsen Ontario, i den sydöstra delen av landet, 300 km väster om huvudstaden Ottawa. Sand Lake ligger 231 meter över havet. Arean är 3,0 kvadratkilometer. Den sträcker sig 3,1 kilometer i nord-sydlig riktning, och 4,8 kilometer i öst-västlig riktning.
I omgivningarna runt Sand Lake växer i huvudsak blandskog. Runt Sand Lake är det mycket glesbefolkat, med 3 invånare per kvadratkilometer.